# Philip Drazin
Philip Gerald Drazin, né le 25 mai 1934 à Londres et mort le 10 janvier 2002 à Bristol est un mathématicien et un physicien connu pour ses travaux en mécanique des fluides.

## Biographie
Philip Drazin soutient sa thèse à l'Université de Cambridge en 1958 sous la direction de Geoffrey Ingram Taylor,.
Il travaille au MIT pendant deux ans avant d'aller à l'université de Bristol où il devient professeur jusqu'à sa retraite en 1999. Par la suite il donne des conférences à l'université d'Oxford et à celle de Bath.
Il a consacré sa carrière à l'étude des instabilités hydrodynamiques, la transition vers la turbulence et les solitons. Il est plus particulièrement connu pour ses travaux sur la structure de l'atmosphère.
Philip est le frère du mathématicien Michael Drazin (en).

## Ouvrages
- (en) P. G. Drazin, Introduction to Hydrodynamic Stability, Cambridge University Press, 1981 (ISBN 9780511809064)
- (en) P. G. Drazin, Solitons, Cambridge University Press, 1983 (ISBN 9780511809064, lire en ligne)
- (en) P. G. Drazin et R. S. Johnson, Solitons: An Introduction, Cambridge University Press, 1989 (ISBN 978-0521336550)
- (en) P. G. Drazin et N. Riley, The Navier–Stokes equations: a classification of flows and exact solutions, Cambridge University Press, 2006 (ISBN 978-0-521-68162-9)
- (en) P. G. Drazin, Nonlinear Systems, Cambridge University Press, 2012 (ISBN 9781139172455)
- P. G. Drazin et W. H. Reid, Hydrodynamic stability, Cambridge, Cambridge University Press, 2004 (réimpr. 2e), 626 p. (ISBN 0-521-52541-1, lire en ligne)

## Distinctions
- Prix Smith en 1957.
- Médaille d'or Symons de la Royal Meteorological Society en 1998[3].